# وانغ جون (لاعب كرة قدم مواليد 1976)
وانغ جون (بالصينية: 王军) هو لاعب كرة قدم صيني في مركز الوسط، ولد في 24 يونيو 1976 في تيانجين في الصين. لعب مع نادي تيانجين تيدا.